# NGC 3452
NGC 3452 је спирална галаксија у сазвежђу Пехар која се налази на NGC листи објеката дубоког неба.
Деклинација објекта је - 11° 24' 18" а ректасцензија 10h 54m 14,1s. Привидна величина (магнитуда) објекта NGC 3452 износи 14,1 а фотографска магнитуда 15,0. NGC 3452 је још познат и под ознакама MCG -2-28-19, PGC 32742.